# کنت مونت کریستو (فیلم ۱۹۵۳)
کنت مونت کریستو (اسپانیایی: El Conde de Montecristo‎) یک فیلم به کارگردانی لئون کلیمووسکی است که در سال ۱۹۵۳ منتشر شد. از بازیگران آن می‌توان به خورخه میسترال اشاره کرد.